# Хёрау

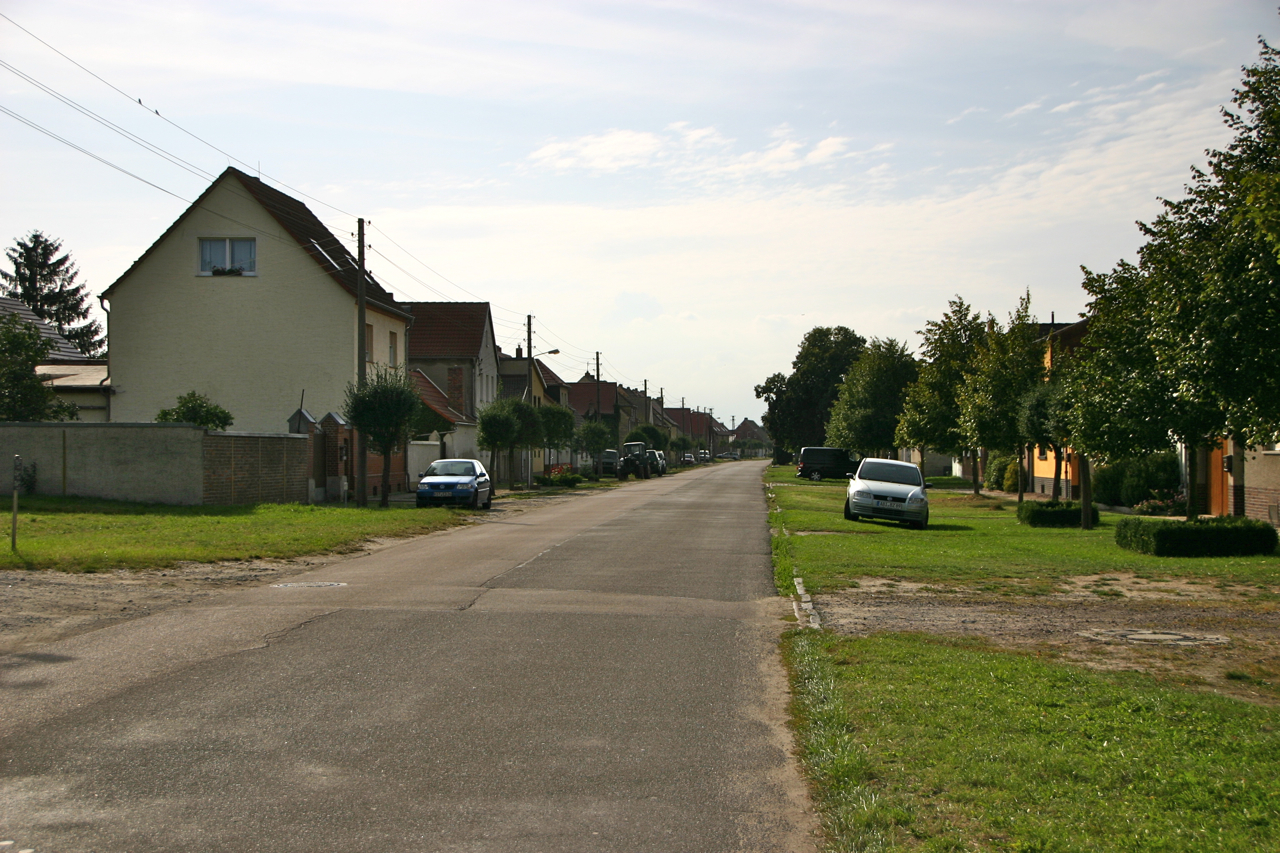
Chörau (2011)

Хёрау (нем. Chörau) — коммуна в Германии, в земле Саксония-Анхальт. 
Входит в состав района Кётен. Подчиняется управлению Остернинбург. Население составляет 247 человек (на 31 декабря 2006 года). Занимает площадь 4,19 км².